# Bridgewater, Virginia
Bridgewater är en ort i Rockingham County i delstaten Virginia, USA.